# Michael Apted
Michael David Apted (Aylesbury, 1941. február 10. – Los Angeles, Kalifornia, USA, 2021. január 7.) háromszoros BAFTA-díjas angol filmrendező.

## Fontosabb filmjei
- The Triple Echo (1972)
- Csillagpor (Stardust) (1974)
- The Squeeze (1977)
- Hová tűnt Agatha Christie? (Agatha)' (1979)
- A szénbányász lánya (Coal Miner's Daughter) (1980)
- Amerikai románc (Continental Divide) (1981)
- Gorkij Park (Gorky Park) (1983)
- Az elsőszülött (Firstborn) (1984)
- Alkalom szüli az orvost (Critical Condition) (1987)
- Gorillák a ködben (Gorillas in the Mist: The Story of Dian Fossey) (1988)
- Személyes ügy (Class Action) (1991)
- Viharszív (Thunderheart) (1992)
- Szemfényvesztés (Blink) (1993)
- Nell, a remetelány (Nell) (1994)
- Halálos terápia (Extreme Measures) (1996)
- A világ nem elég (The World Is Not Enough) (1999)
- Enigma (2001)
- Most már elég! (Enough) (2002)
- A szabadság himnusza (Amazing Grace) (2006)
- Narnia Krónikái: A Hajnalvándor útja (The Chronicles of Narnia: The Voyage of the Dawn Treader) (2010)
- Mavericks – Ahol a hullámok születnek (Chasing Mavericks) (2012)
- Élesítve (Unlocked) (2017)